# آتاشهر

یک مدرسه در آتاشهیر

آتاشهیر (ترکی استانبولی: Ataşehir) از ناحیه‌های قسمت آسیایی استانبول که در استان استانبول از ناحیه مرمره قرار گرفته‌است. طبق آخرین سرشماری به سال ۲۰۱۲ میلادی این ناحیه ۳۹۵٬۷۵۸ نفر جمعیت دارد.

## ساختار اداری
ناحیه آتاشهیر از ۱۷ محله تشکیل می‌شود: 
عاشق ویصل Aşık Veysel
آتاترک Atatürk
بارباروس Barbaros
اسدپاشا Esatpaşa
فرهادپاشا Ferhatpaşa
فتح  Fetih
ایچرن‌کوی İçerenköy
اینونو İnönü
کاییش‌داغی Kayışdağı
کوچوک‌بقال‌کوی Küçükbakkalköy
مولانا Mevlana
معمار سنان Mimar Sinan
مصطفی کمال Mustafa Kemal
ارنک Örnek
ینی‌چاملیجه Yeniçamlıca
ینی‌شهر Yenişehir
ینی‌صحرا Yenisahra 

## نگارخانه

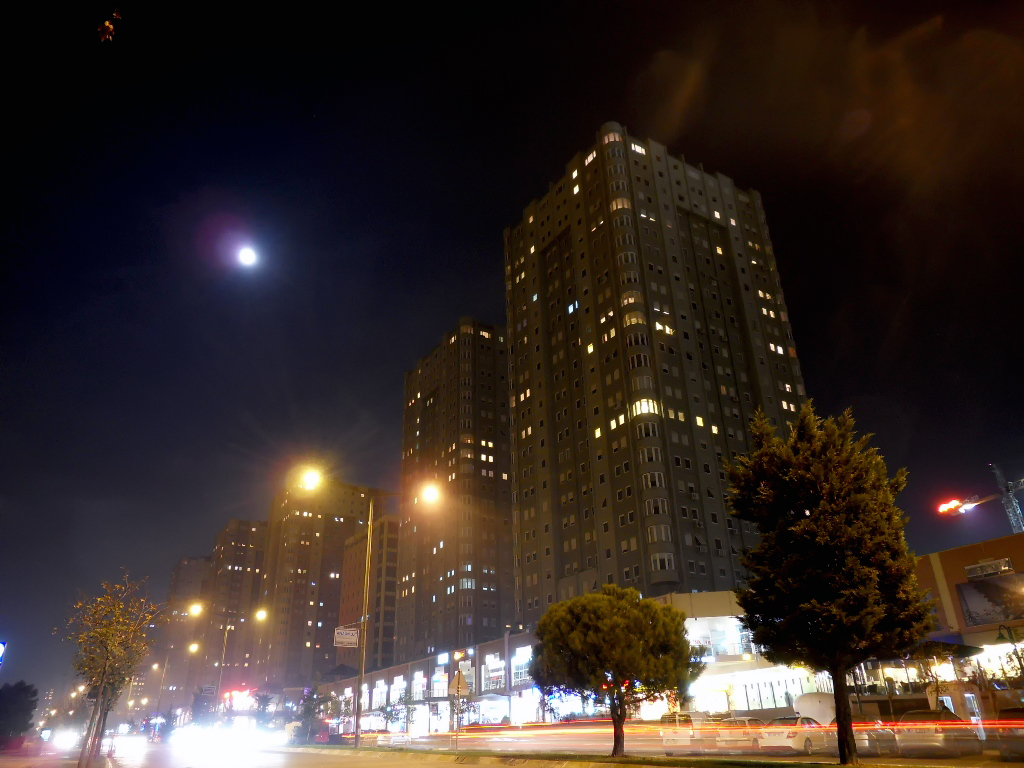
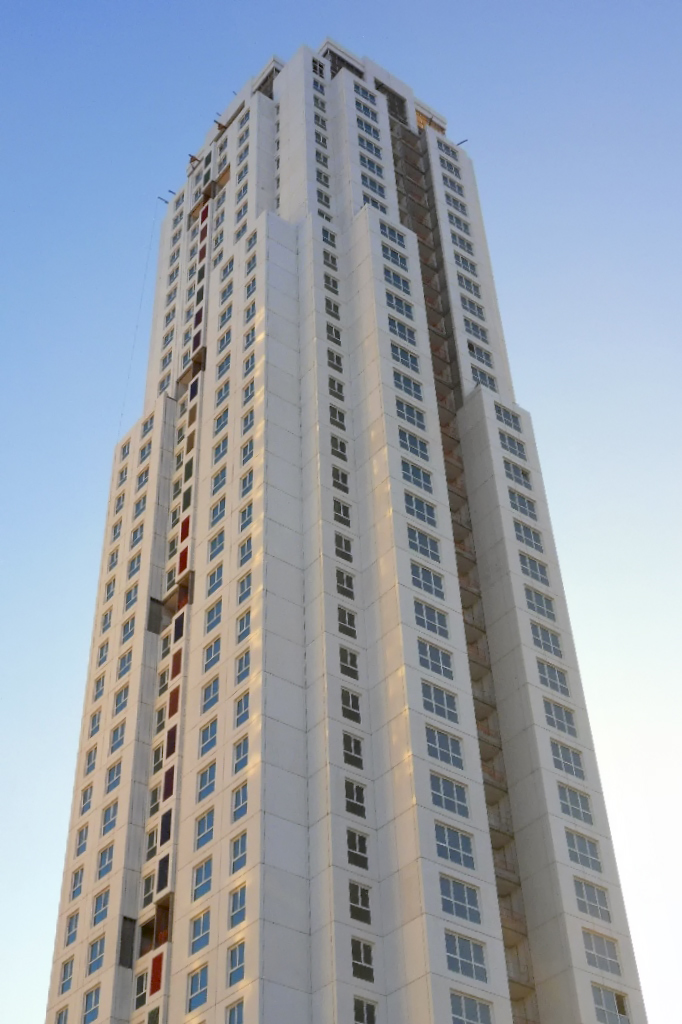
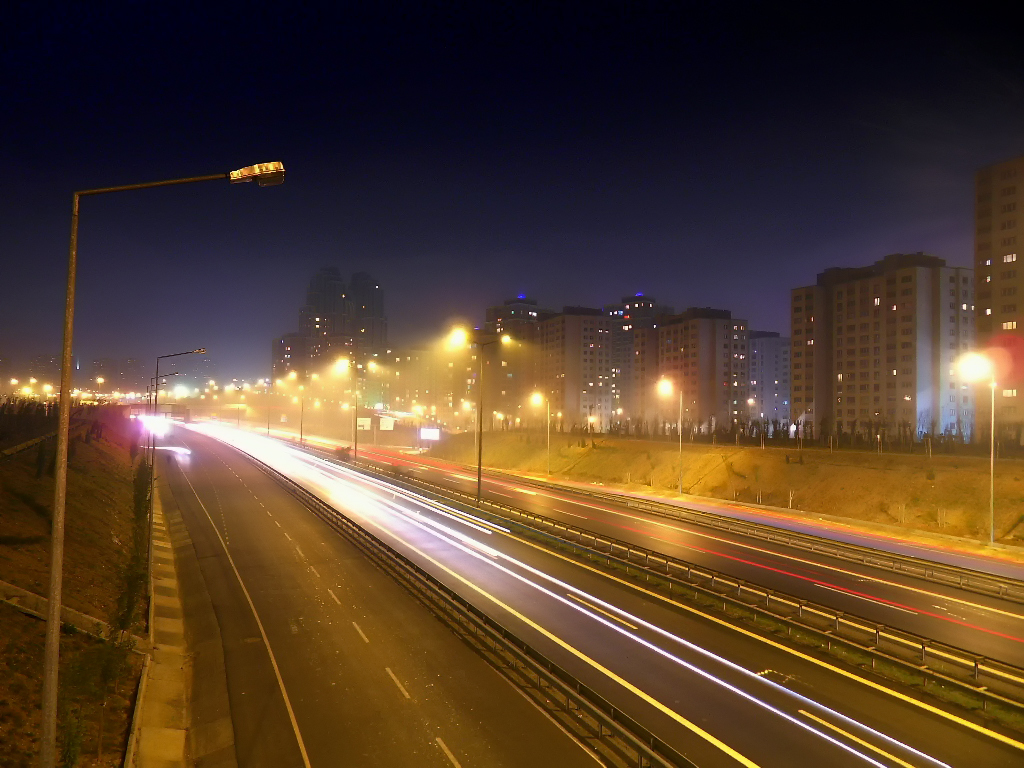
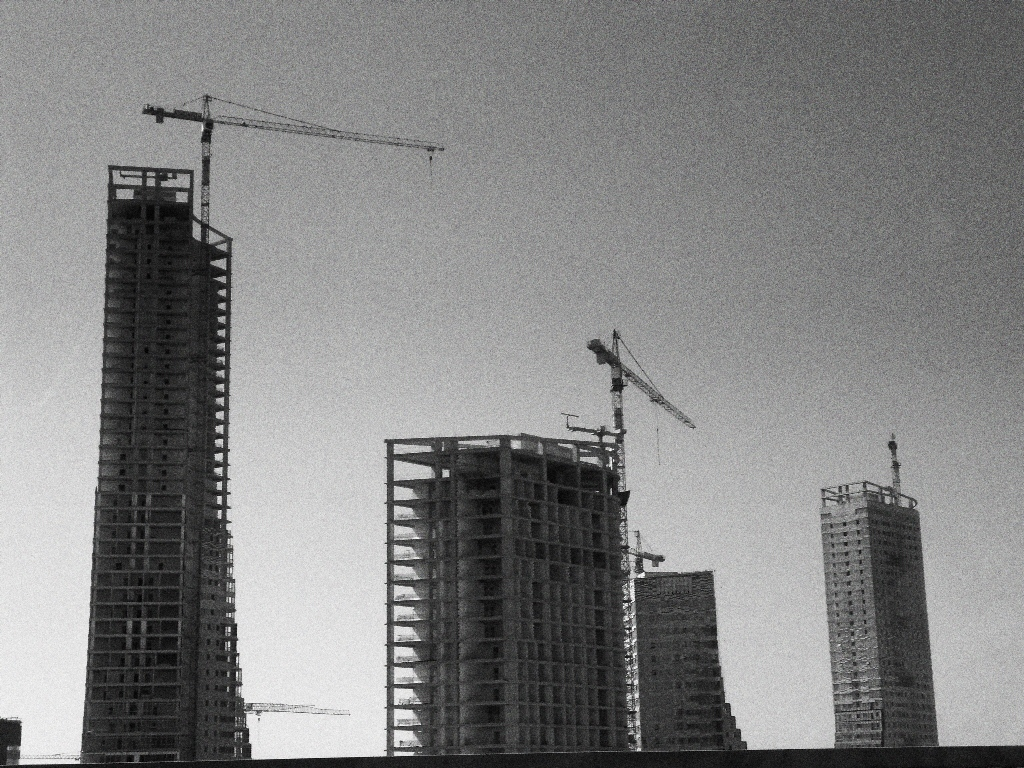